# آنری تستولا
آنری تستولا (فرانسوی: Henri Testelin‎؛ ۱۶۱۶ – ۱۷ آوریل ۱۶۹۵) نقاش اهل فرانسه بود.
تستولا در پاریس به‌دنیا آمد، پدرش ژیل تستولا، نقاش پادشاه لوئی سیزدهم و برادر کوچکتر لوئی تستولا بود. وی از اعضای بنیانگذار آکادمی سلطنتی نقاشی و مجسمه‌سازی پاریس بوده‌است.

## آثار

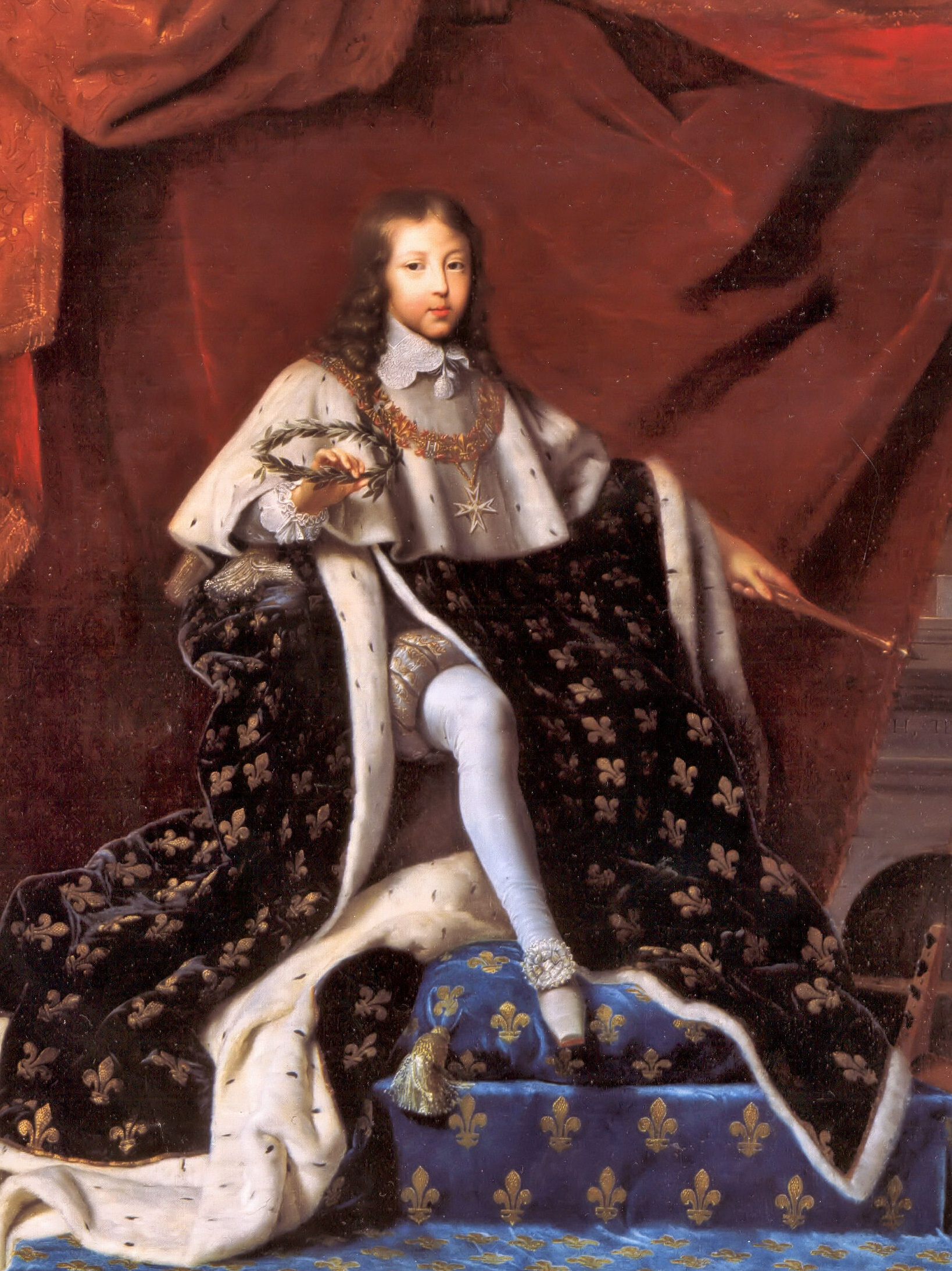
Louis XIV at the age of 10 (1648)
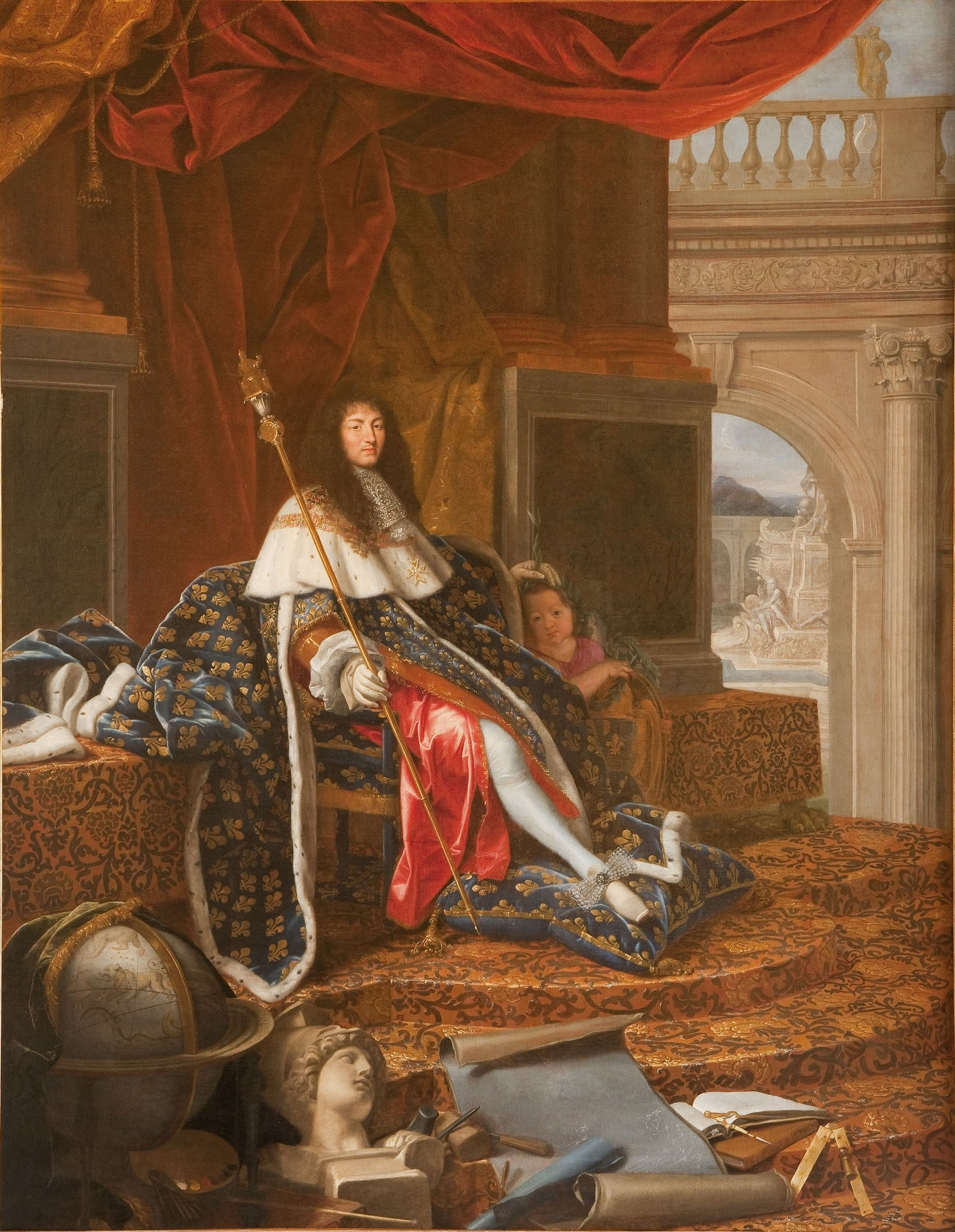
Louis XIV (1666-1668)
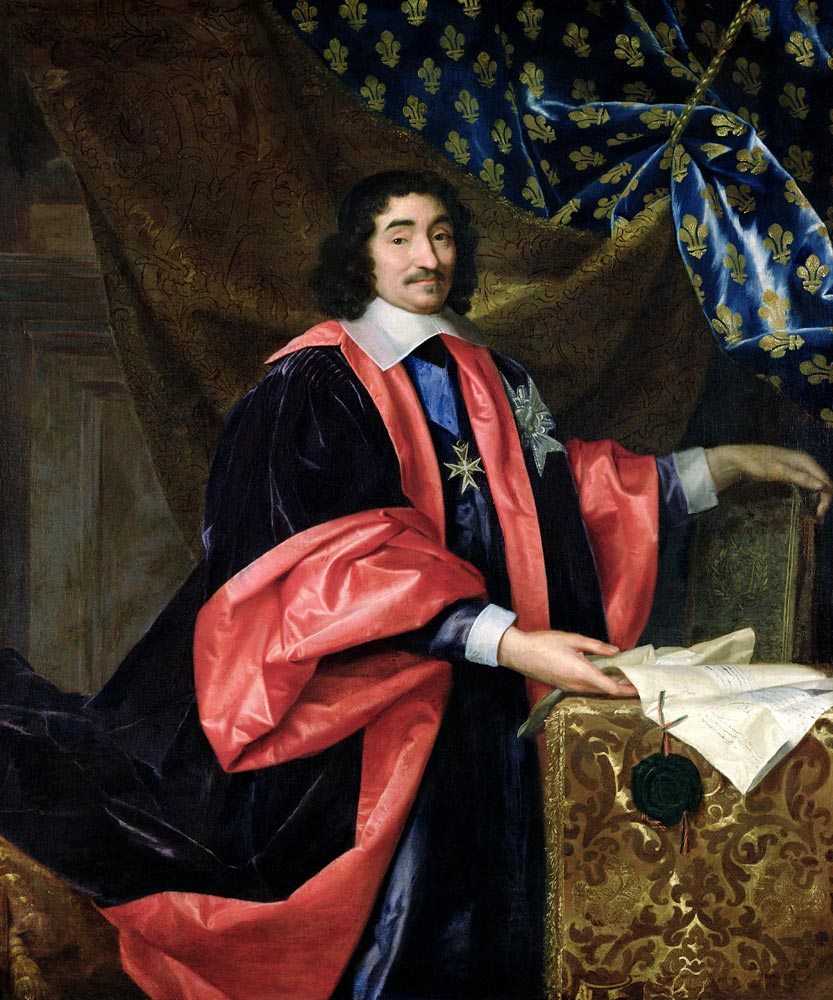
Pierre Seguier (1666-1668)
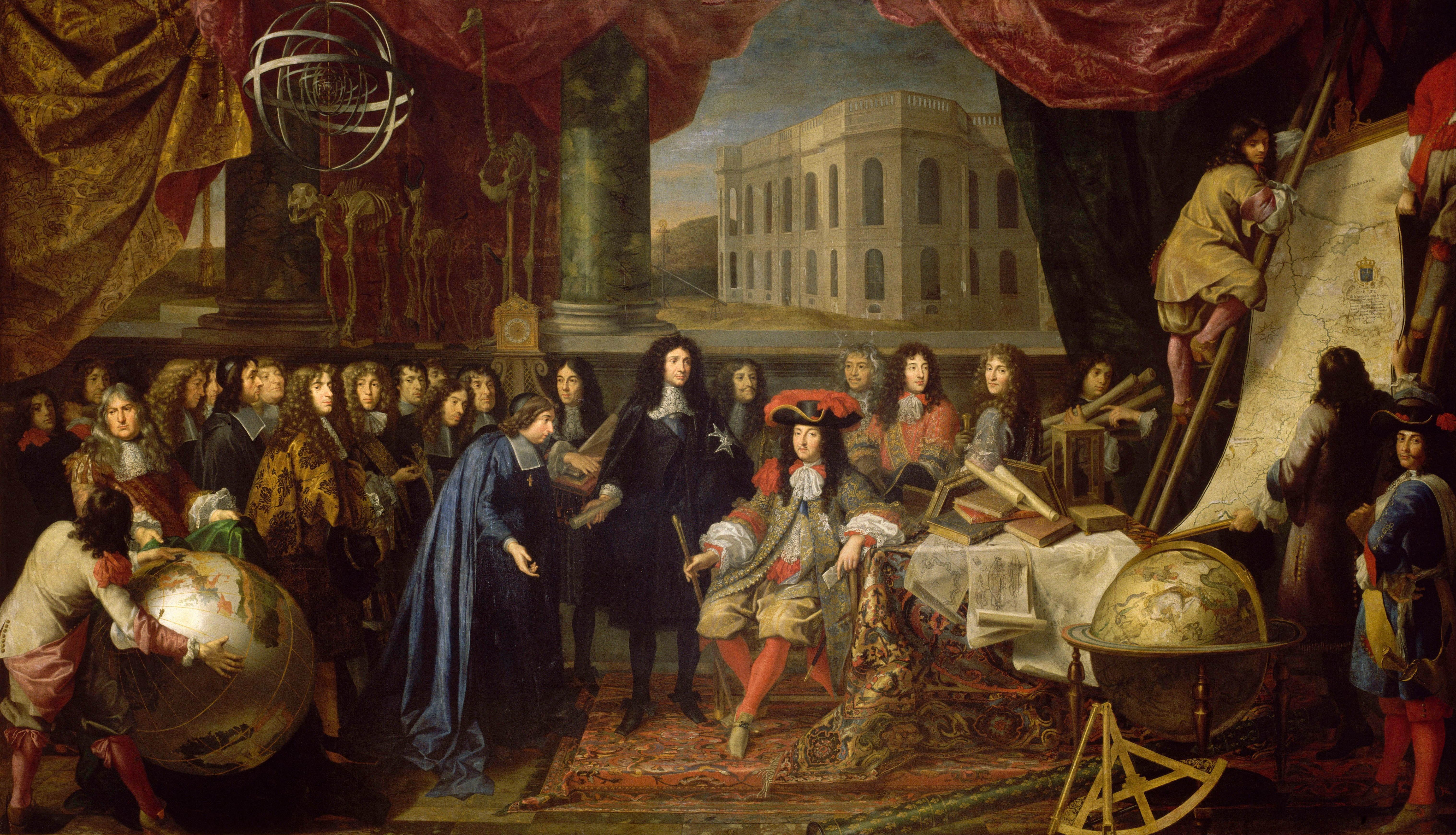
Foundation of the Académie de Sciences et l'Observatoire in 1666 (~ 1675)